# Krób Pál
Krób Pál (Újverbász, 1826. december 11. – Zalaegerszeg, 1884. június 27.) tanító, kántor, királyi tanfelügyelő.

## Életpályája
Édesapja kálvinista tanító volt. A helyi ág. evangélikus négy osztályú gimnáziumban tanult. A halasi iskolába, majd a kecskeméti főiskolára került, ahol két évig bölcsészetet tanult. Tanulmányainak befejezése után 1845-ben édesapja mellett segédtanító volt. 1847-ben szülővárosában rendes tanító lett a német kálvinista iskolában. 1853-ban a nagyharsányi református magyar iskola tanítója lett, illetve orgonista is volt. 1871. december 7-én Zala megyébe másod-, 1876. szeptember 18-án első tanfelügyelővé nevezték ki.